# Super špon
Ena izmed desetih zbirk Bogdana Novaka je knjiga Super špon. Knjiga govori o prijateljih, ki si želijo ustvariti svoj časopis, da bi lahko Gorazdovemu očetu uresničili željo, želel si je da bi njegovo novico predstavili v časopisu. Bil je pri vseh urednikih časopisov, vendar ni noben časopis hotel objaviti novice o pokvarjeni uri. Gorazd je napisal prošnjo hišnemu odredu, če bi lahko uporabili staro kolesarnico za proizvodnjo njihovega časopisa Super špon. Vsi so se strinjali razen Hrastar je nasprotoval. Saj so skoraj vse stvari v kolesarnici njegove. Nakoncu so se le vsi strinjali da je kolesarnica lahko njihova. V prvem delu časopisa so objavili datum čistilne akcije. Po končani akciji pa Super špon časti piknik. Mame so na piknik prinesle dobrote, očetje pa so prinesli pijače.